# 酒井欣也
酒井欣也（さかい きんや、1925年1月25日ー1996年4月25日）は、日本の映画監督。

## 人物
京都市北区西白梅町生まれ。酒井米子と俳優の高木香一の子。1942年京都府立京都第一中学校(現京都府立洛北高等学校・附属中学校）卒、慶応義塾大学法学部に入学、44年、陸軍特別操縦見習士官を志願して合格、熊谷陸軍飛行学校に入学、陸軍航空少尉で敗戦を迎える。慶大に復学するが食料事情が悪く京都に帰り、母の劇団を補佐していたが、49年母の世話で松竹京都撮影所監督部に入る。助監督として溝口健二に師事。58年に監督に昇進。「大盗少盗」で監督デビュー。おもに喜劇を撮った。66年フリーとなる。

## 監督作品
- 1958 大盗小盗 南条範夫原作 三橋美智也
- 1959 伝七捕物帳 女肌地獄 城昌幸 土師清二 陣出達朗 野村胡堂原作 高田浩吉
- 1959 伝七捕物帳 幽霊飛脚
- 1959 伴淳・アチャコのおやじ教育
- 1959 よさこい時雨 田村高広
- 1959 かくれた人気者 獅子文六原作
- 1960 江戸の顔役 島田一男原作 伴淳三郎
- 1960 番頭はんと丁稚どん 花登筐原作 大村崑 芦屋雁之助
- 1960 親バカ子バカ 舘直志原作 渋谷天外 藤山寛美
- 1961 新二等兵物語 めでたく凱旋の巻 伴淳三郎
- 1961 寛美の三等社員
- 1961 サラリーマン手帳 坊ちゃん社員とぼんぼん社員 鹿島孝二原作 北上弥太郎
- 1962 雁ちゃんの警察日記 樫原一郎原作 芦屋雁之助
- 1962 晴子の応援団長 鰐淵晴子
- 1962 東京さのさ娘 江利チエミ
- 1962 あいつばかりが何故もてる 渥美清
- 1963 咲子さんちょっと 江利チエミ
- 1963 恋と出世に強くなれ！ 吉田輝雄
- 1963 スター誕生 菊田一夫原作 江利チエミ
- 1963 二人で胸を張れ 倍賞千恵子 勝呂誉
- 1963 ニッポン珍商売 園井啓介 藤田まこと
- 1964 落第生とお嬢さん 桑野みゆき
- 1964 渚を駆ける女 路加奈子
- 1965 お座敷小唄 野口プロ 吉田輝雄 夏圭子
- 1965 喜劇 大親分 長門勇 谷幹一